# Золотий кинджал
Золотий кинджал (англ. The Gold Dagger) — літературна премія, яку щорічно з 1960 року присуджує Асоціація письменників детективного жанру (Crime Writers' Association / CWA) Великої Британії за найкращий кримінальний роман року.
З 1955 по 1959 рік вища премія називалася «Хибний слід» (англ. Crossed Red Herring Award). З 1995 по 2002 рік спонсором її був The Macallan distillery і тоді була відома як «Золотий Кинджал Макеллан».
У 2006 році, завдяки новому спонсору «Дункан Лорі Банк» (Duncan Lawrie), премія була офіційно перейменована в «Дункан Лорі Кинджал» і отримала призовий фонд у розмірі 20 тисяч фунтів стерлінгів. Це була найбільша літературна нагорода детективного жанру в світі в грошовому вираженні. Проте у 2008 році «Дункан Лорі Банк» відмовився від спонсорства. Через це головний приз знову називається «Золотий кинджал» без грошової винагороди.
З 1969 по 2005 рік присуджувалася премія «Срібний кинджал», яка вважалася другою після «Золотого кинджалу». Коли «Дункан Лорі Банк» отримав спонсорство, ця премія була відмінена. Після відкликання спонсорства премія «Срібний кинджал» не була відновлена.
З моменту заснування Зодотий кинджал отримали 57 письменників. Рут Ренделл отримала нагороду рекордні чотири рази, включаючи дві нагороди за романи «Фатальна інверсія» та «Килим царя Соломона», опубліковані під псевдонімом Барбара Вайн; це робить її єдиною письменницею, яка отримала нагороду під різними іменами.
Асоціація письменників детективного жанру також нагороджує кількома іншими «Кинджалами», зокрема «Новим закривавленим кинджалом», «Сталевим кинджалом Яна Флемінга», Золотим кинджалом для нехудожніх творів.

## Лауреати Золотого Кинджалу
1950-і роки
- 1955 — The Little Walls[en] (Маленькі стіни / Бар'єри), Вінстон Ґрем (Winston Graham)
- 1956 — The Second Man[en] (Другий чоловік), Edward Grierson[en] (Едвард Гріерсон)
- 1957 — The Colour of Murder[en] (Колір вбивства), Джуліан Саймонс (Julian Symons)
- 1958 — Someone from the Past[en] (Хтось із минулого), Марґо Беннетт (Margot Bennett)
- 1959 — Passage of Arms[en] (Проходження зброї), Ерік Емблер (Eric Ambler)

1960-і роки
- 1960 — The Night of Wenceslas[en] (Ніч Венцеслава), Lionel Davidson[en], (Лайонел Давідсон)
- 1961 — The Spoilt Kill (Зіпсоване вбивство), Mary Kelly[en] (Мері Келлі)
- 1962 — When I Grow Rich (Коли я розбагатію), Joan Fleming[en] (Джоан Флемінг)
- 1963 — The Spy Who Came in from the Cold[en] (Шпигун, який прийшов з холоду), Джон Ле Карре (John le Carré)
- 1964 — The Perfect Murder[en] (Досконале вбивство), Генрі Кітінг (H. R. F. Keating)
- 1965 — The Far Side of the Dollar (Інша сторона долара), Росс Макдональд (Ross Macdonald)
- 1966 — A Long Way to Shiloh (Довгий шлях до Шілоха), Lionel Davidson[en] (Лайонел Девідсон)
- 1967 — Murder Against the Grain (Вбивство проти зла), Emma Lathen[en], (Емма Латен)
- 1968 — Skin Deep (Глибоко під шкіру), Пітер Дікінсон
- 1969 — A Pride of Heroes (Гордість героїв), Пітер Дікінсон

1970-і роки
- 1970 — Young Man I Think You're Dying (Молодий чоловіче, я думаю, ти вмираєш), Joan Fleming[en] (Джоан Флемінг)
- 1971 — The Steam Pig (Парена свиня), James H. McClure[en] (Джеймс Г. Макклюр)
- 1972 — The Levanter[en] (Левантієць), Ерік Емблер (Eric Ambler)
- 1973 — The Defection of A.J. Lewinter (Дезертирство А. Дж. Левінтера), Robert Littell[en] (Роберт Літтелл)
- 1974 — Other Paths to Glory (Інші шляхи до слави), Anthony Price[en] (Ентоні Прайс)
- 1975 — The Seven-Per-Cent Solution[en] (7 % розчин), Nicholas Meyer[en] (Ніколас Мейер)
- 1976 — A Demon in My View (Демон у моєму погляді), Рут Ренделл (Ruth Rendell)
- 1977 — The Honourable Schoolboy[en] (Шановний школяр), Джон Ле Карре (John le Carré)
- 1978 — The Chelsea Murders[en] (Вбивства в Челсі), Lionel Davidson[en] (Лайонел Девідсон)
- 1979 — Whip Hand[en] (Рука-батіг), Дік Френсіс (Dick Francis)

1980-і роки
- 1980 — The Murder of the Maharaja (Вбивство магараджи), Генрі Кітінг (H. R. F. Keating)
- 1981 — Gorky Park[en] (Парк Горького), Martin Cruz Smith[en] (Мартін Круз Сміт)
- 1982 — The False Inspector Dew[en] (Фальшивий інспектор Дью), Пітер Ловсі (Peter Lovesey)
- 1983 — Accidental Crimes (Випадкові злочини), Джон Гаттон (John Hutton[en])
- 1984 — The Twelfth Juror (Дванадцятий присяжний), Б. М. Джілл (B. M. Gill[en])
- 1985 — Accidental Crimes (Випадкові злочини), Джон Гаттон (John Hutton[en])
- 1986 — Live Flesh[en] (Жива плоть), Рут Ренделл (Ruth Rendell)
- 1987 — A Fatal Inversion[en] (Фатальна інверсія), Барбара Вайн (Ruth Rendell aka Barbara Vain)
- 1988 — Ratking[en] (Пацючий король), Michael Dibdin[en] (Майкл Дібдін)
- 1989 — The Wench Is Dead[en] (Мертва жінка), Колін Декстер (Colin Dexter)

1990-і роки
- 1990 — Bones and Silence[en] (Кістки і тиша), Реджинальд Гілл (Reginald Hill)
- 1991 — King Solomon's Carpet[en] (Килим царя Соломона), Барбара Вайн (Barbara Vine)
- 1992 — The Way Through the Woods[en] (Шлях через ліси), Колін Декстер (Colin Dexter)
- 1993 — Cruel and Unusual[en] (Жорстокий і незвичайний), Патрісія Корнвелл (Patricia Cornwell)
- 1994 — The Scold's Bridle[en] (Вуздечка для лайливих), Мінетт Волтерс (Minette Walters)
- 1995 — The Mermaids Singing[en] (Сирени співають), Вел Макдермід, (Val McDermid)
- 1996 — Popcorn[en] (Попкорн), Ben Elton[en] (Бен Елтон)
- 1997 — Black & Blue[en] (Чорне і блакитне), Ієн Ренкін (Ian Rankin)
- 1998 — Sunset Limited (Обмежений захід сонця), Джеймс Лі Берк (James Lee Burke)
- 1999 — A Small Death in Lisbon[en] (Маленька смерть у Ліссабоні), Robert Wilson[en] (Роберт Вілсон)

2000-і роки
- 2000 — Безматерний Бруклін (Motherless Brooklyn), Джонатан Летем (Jonathan Lethem)
- 2001 — Sidetracked[en] (Відведений вбік), Геннінг Манкелль (Henning Mankell)
- 2002 — Печера ідей (The Athenian Murders), Хосе Карлос Сомоса (José Carlos Somoza)
- 2003 — Fox Evil[en] (Хвіст лисиці), Мінетт Волтерс (Minette Walters)
- 2004 — Blacklist[en] (Чорний список), Сара Парецкі (Sara Paretsky)
- 2005 — Кам'яний мішок (Silence of the Grave), Арнальдур Індрідасон (Arnaldur Indriðason)
- 2006 — Raven Black[en] (Чорний ворон), Енн Клівз (Ann Cleeves)
- 2007 — The Broken Shore[en] (Розбитий берег), Peter Temple[en] (Пітер Темпл)
- 2008 — Blood From Stone (Кров із каменю), Frances Fyfield[en] (Френсіс Файфілд)
- 2009 — A Whispered Name (Ім'я, яке прошепотіли), William Brodrick[en] (Вільям Бродерік)

2010-і роки
- 2010 — Blacklands (Чорнозем), Belinda Bauer[en] (Белінда Бауер)
- 2011 — Crooked Letter, Crooked Letter (Крива буква, крива буква), Tom Franklin[en] (Том Франклін)
- 2012 — The Rage (Лють), Gene Kerrigan[en] (Джин Керріген)
- 2013 — Dead Lions (Мертві леви), Mick Herron[en] (Мік Геррон)
- 2014 — This Dark Road to Mercy (Ця темна дорога до милосердя), Wiley Cash[en] (Вілі Кеш)
- 2015 — Life or Death[en] (Життя або смерть), Michael Robotham[en] (Майкл Роботем)
- 2016 — Dodgers (Спритники), Bill Beverly[en] (Білл Беверлі)
- 2017 — The Dry[en] (Сухість), Jane Harper[en] (Джейн Гарпер)
- 2018 — The Liar (Брехун), Steve Cavanagh (Стив Кавана)
- 2019 — The Puppet Show (Ляльковий спектакль), M. W. Craven[en] (М. В. Крейвен)

2020-і роки
- 2020 — Good Girl Bad Girl (Хороша дівчина погана дівчина), Michael Robotham[en] (Майкл Роботем)
- 2021 — We Begin at the End (Ми починаємо з кінця), Chris Whitaker[en] (Кріс Вайтекер)
- 2022 — Sunset Swing (Гойдалки на заході сонця), Ray Celestin (Рей Селестін)
- 2023 — The Kingdoms of Savannah (Королівства савани), George Dawes Green[en] (Джордж Девіс Грін)

## Лауреати Срібного кинджалу
1960-і роки
- 1969 — Another Way of Dying (Інший спосіб померти), Francis Clifford[en] (Френсіс Кліффорд)

1970-і роки
- 1970 — The Labyrinth Makers (Творці лабіринтів), Anthony Price[en] (Ентоні Прайс)
- 1971 — Shroud for a Nightingale[en] (Плащаниця для солов'я), Філліс Дороті Джеймс (Phyllis Dorothy James)
- 1972 — The Rainbird Pattern[en] (Візерунок дощового птаха), Victor Canning[en] (Віктор Каннінг)
- 1973 — A Coffin for Pandora (Домовина Пандори), Gwendoline Butler[en] (Гвендолін Батлер)
- 1974 — The Grosvenor Square Goodbye (Площа Гросвенор до побачення), Francis Clifford[en] (Френсіс Кліффорд)
- 1975 — The Black Tower[en] (Чорна башта), Філліс Дороті Джеймс (Phyllis Dorothy James)
- 1976 — Rogue Eagle (Орел-ізгой), James H. McClure[en] (Джеймс Г. Макклюр)
- 1977 — Laidlaw[en] (Закладений закон), William McIlvanney[en] (Вільям Макілвенні)
- 1978 — Waxwork (Робота з воском), Пітер Ловсі (Peter Lovesey)
- 1979 — Service of All the Dead[en] (Служба по всіх мертвих), Колін Декстер (Colin Dexter)

1980-і роки
- 1980 — Monk's Hood[en] (Капюшон монаха), Елліс Пітерс (Ellis Peters)
- 1981 — The Dead of Jericho[en] (Мертві з Єрихону), Колін Декстер (Colin Dexter)
- 1982 —  Ritual Murder (Рітуальне вбивство), Sylvia Haymon[en] (Сільвія Гаймон)
- 1983 — The Papers of Tony Vietch (Документи Тоні Вейтча), William McIlvanney[en] (Вільям Макілвенні)
- 1984 — The Tree of Hands[en] (Дерево рук), Рут Ренделл (Ruth Rendell)
- 1985 — Last Seen Alive (Останній раз бачили живим), Dorothy Simpson[en] (Дороті Сімпсон)
- 1986 — A Taste for Death[en] (Смак смерті), Філліс Дороті Джеймс (Phyllis Dorothy James)
- 1987 — Presumed Innocent[en] (Вважається невинним), Scott Turow[en] (Скотт Туров)
- 1988 — Blood Shot[en] (Кривавий постріл), Сара Парецкі (Sara Paretsky)
- 1989 — The Shadow Run (Тіньовий біг), Desmond Lowden (Десмонд Ловден)

1990-і роки
- 1990 — The Late Candidate (Пізній кандидат), Майк Філліпс (Mike Phillips)
- 1991 — Deep Sleep (Глибокий сон), Frances Fyfield[en] (Френсіс Файфілд)
- 1992 — Manchester Slingback (Манчестерський слінгбек), Nicholas Blincoe[en] (Ніколас Блінко)
- 1993 — Fatlands (Ласі землі), Сара Дюнан (Sarah Dunant)
- 1994 — The Scold's Bridle[en] (Вуздечка для сварливих), Мінетт Волтерс (Minette Walters)
- 1995 — The Summons (Виклик), Пітер Ловсі (Peter Lovesey)
- 1996 — Bloodhounds (Бладхаунди), Пітер Ловсі (Peter Lovesey)
- 1997 — Three to Get Deadly[en] (Три до смерті), Janet Evanovich[en] (Жанет Івановіч)
- 1998 — Manchester Slingback (Манчестерський слінгбек), Nicholas Blincoe[en] (Ніколас Блінко)
- 1999 — Vienna Blood (Віденська кров), Adrian Mathews (Едріан Метьюс)

2000-і роки
- 2000 — Friends In High Places (Друзі у вищих сферах), Donna Leon[en] (Донна Леон)
- 2001 — Forty Words for Sorrow[en] (Сорок слів для печалі), Giles Blunt[en] (Жиль Блант)
- 2002 — The Final Country (Остаточна країна), James Crumley[en] (Джеймс Крамлі)
- 2003 — Half Broken Things[en] (Напіврозбиті речі), Morag Joss[en] (Мораг Джосс)
- 2004 — Flesh and Blood (Плоть і кров), John Harvey[en] (Джон Гарві)
- 2005 — Deadly Web[en] (Смертельна мережа), Barbara Nadel[en] (Барбара Надел)